# Game.com
game.com es una videoconsola portátil, también considerada como un PDA, creada por Tiger Electronics saliendo a la venta en septiembre de 1997 hasta el 2000.
Como características especiales disponía de una pantalla táctil, cosa que no ha vuelto a tener ninguna portátil hasta la Nintendo DS o la Tapwave Zodiac, y disponía de unos cuantos accesorios curiosos, como un módem a 14400 bps. A pesar de eso, no llegó a ser muy popular debido a diversos problemas de hardware, como la baja resolución de su pantalla táctil monocroma, lo que la hacía bastante imprecisa, y que la descarga de su batería interna hacía que se perdieran todos los datos que había almacenados en ella, restándole mucha utilidad como agenda o como PDA. Al menos su precio no era demasiado elevado, poniéndose a la venta por 69.96 dólares con un juego incluido.
Gracias al módem podía conectarse a Internet e incluía diversas utilidades, como un cliente de correo y un mini navegador. Otro de los cartuchos permitía descargarse ficheros y subir puntuaciones a la página oficial de game.com.
Tiger Electronics decidió sacar una nueva versión llamada game.com Pocket Pro, más pequeña, con pantalla retroiluminada y que funcionaba con solo dos pilas AA.
El catálogo de juegos era bastante reducido, limitándose a tan solo veinte distintos.

## Lista de juegos
- Batman and Robin
- Centipede
- Duke Nukem 3D
- Fighters MegaMix
- Frogger
- Henry
- Indy 500
- Jeopardy!
- Lights Out
- The Lost World: Jurassic Park
- Monopoly
- Mortal Kombat Trilogy
- Quiz Wiz: Cyber Trivia
- Resident Evil 2
- Scrabble
- Sonic Jam
- Tiger Casino
- Wheel of Fortune
- Wheel of Fortune 2
- Williams Arcade Classics